# Tylos capensis
Tylos capensis är en kräftdjursart som beskrevs av Krauss 1843. Tylos capensis ingår i släktet Tylos och familjen Tylidae. Inga underarter finns listade i Catalogue of Life.